# Ḽ
La L con acento circunflejo suscrito (Mayúscula: Ḽ minúscula: ḽ), es un grafema utilizado en el alfabeto del idioma venda como letra por derecho propio. Se trata de la letra L diacritizada con un acento circunflejo suscrito.

## Uso
En venda ‹ḽ› representa una consonante aproximante lateral dental sonora /l̪/.

## Codificación
La L con acento circunflejo suscrito se puede representar con los siguientes caracteres Unicode:
| Carácter      | Ḽ                                            | Ḽ                                            | ḽ                                          | ḽ                                          |
| ------------- | -------------------------------------------- | -------------------------------------------- | ------------------------------------------ | ------------------------------------------ |
| Unicode       | LATIN CAPITAL LETTER L WITH CIRCUMFLEX BELOW | LATIN CAPITAL LETTER L WITH CIRCUMFLEX BELOW | LATIN SMALL LETTER L WITH CIRCUMFLEX BELOW | LATIN SMALL LETTER L WITH CIRCUMFLEX BELOW |
| Codificación  | decimal                                      | hex                                          | decimal                                    | hex                                        |
| Unicode       | 7740                                         | U+1E3C                                       | 7741                                       | U+1E3D                                     |
| UTF-8         | 225 184 188                                  | E1 B8 BC                                     | 225 184 189                                | E1 B8 BD                                   |
| Ref. numérica | &#7740;                                      | &#x1E3C;                                     | &#7741;                                    | &#x1E3D;                                   |